# Magnières
Magnières ist eine französische Gemeinde mit 284 Einwohnern (Stand: 1. Januar 2022) im Département Meurthe-et-Moselle in der Region Grand Est (vor 2016: Lothringen). Sie gehört zum Arrondissement Lunéville und zum Kanton Lunéville-2.

## Geografie
Magnières liegt etwa 18 Kilometer südsüdöstlich von Lunéville an der Mortagne, in die hier die Belvitte einmündet, sowie an der Grenze zum Département Vosges. Nachbargemeinden von Magnières sind Moyen im Nordwesten und Norden, Domptail im Nordosten und Osten, Saint-Pierremont im Osten, Xaffévillers im Südosten, Deinvillers im Süden, Clézentaine im Südwesten, Mattexey im Südwesten und Westen sowie Vallois im Westen und Nordwesten.

## Bevölkerungsentwicklung
| Jahr                       | 1962 | 1968 | 1975 | 1982 | 1990 | 1999 | 2006 | 2019 |
| Einwohner                  | 346  | 400  | 410  | 405  | 333  | 313  | 336  | 280  |
| Quellen: Cassini und INSEE |      |      |      |      |      |      |      |      |

## Sehenswürdigkeiten
- Kirche Saint-Laurent aus dem 19. Jahrhundert
- Schloss aus dem 14. Jahrhundert, weitgehend zerstört, Pavillon aus dem 16./17. Jahrhundert erhalten

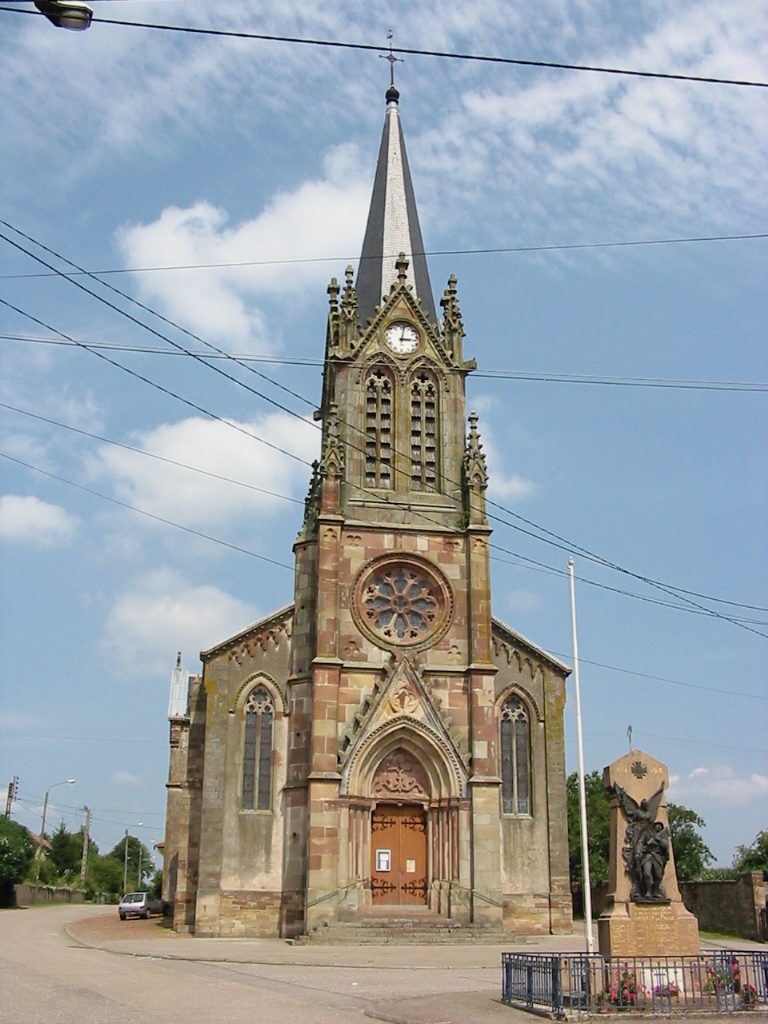
Kirche Saint-Laurent

- Wehrhaus aus dem 15. Jahrhundert

## Persönlichkeiten
- Auguste Gaudel (1880–1969), römisch-katholischer Bischof, war von 1913 bis 1920 Pfarrer in Magnières